# Club Sport La Loretana
La Loretana fue un club de fútbol de Perú, de la ciudad de Pucallpa en el Departamento de Ucayali. Fue fundado el 1 de mayo de 1971.

## Historia
La Loretana fue fundado el 1 de mayo de 1971. Inicialmente fundado como Sport La Loretana de Pucallpa. Años después modifica su nombre a Deportivo La Loretana de Pucallpa. El equipo fue inscrito en la liga de fútbol y de su ciudad en los años siguientes escaló las categorías de Tercera y Segunda e ingresó a la primera de Pucallpa.
En el año 1994 tras largos años de ver truncados sus sueños de ingresar a Primera División logró clasificarse a la etapa nacional de la Copa Perú, quedando en tercer lugar por debajo del Atlético Torino y del FBC Aurora.
Al año siguiente por segunda vez se clasificaría a la etapa nacional de la Copa y lograría el título de la misma con Henry Perales como entrenador, dejando en el camino a equipos de gran trayectoria como la Universidad Técnica de Cajamarca y el Huracán de Arequipa.
En 1996 en su primera temporada en el Campeonato Descentralizado logró un meritorio puesto 10 de un total de 16 equipos manteniendo su categoría pero en el torneo siguiente quedó en el último puesto descendiendo a la Copa Perú.
Tras su descenso de Primera participó en la Etapa Regional de la Copa Perú 1998, en esta ronda terminaría igualado en la punta del grupo 3 con el Colegio Nacional de Iquitos, por lo que se juega un desempate con este cuadro en Lima. Este partido lo perdería por 3-2 siendo eliminado del torneo. Después de esta campaña el equipo no participó en ningún torneo de su liga de origen descendiendo automáticamente hasta la última categoría. Recién en el año 2007 es reinscrito en el campeonato de la tercera división de Calleria obteniendo el subcampeonato de aquel torneo y ascendiendo nuevamente a segunda división.

## Uniforme
- Uniforme titular: Camiseta amarilla, pantalón azul, medias azules.
- Uniforme alternativo: Camiseta azul, pantalón amarillo, medias amarillas.

### Indumentaria y patrocinador
| Periodo   | Proveedor |
| --------- | --------- |
| 1996-1997 | Crack     |

| Periodo   | Patrocinador      |
| --------- | ----------------- |
| 1996-1997 | Gaseosas San Juan |

## Datos del club
- Temporadas en Primera División: 2 (1996-1997).
- Mayor goleada conseguida:
  - En campeonatos nacionales de local: La Loretana 3:1 Torino (28 de septiembre de 1997).
  - En campeonatos nacionales de visita: Deportivo Municipal 1:4 La Loretana (1996).
- Mayor goleada recibida:
  - En campeonatos nacionales de local: La Loretana 1:6 Alianza Lima (13 de octubre de 1996).
  - En campeonatos nacionales de visita: Alianza Atlético 8:1 La Loretana (25 de octubre de 1997).
- Mejor puesto en la liga: 10º.

## Entrenadores
- Henry Perales (1994-1996)
- Jorge Cordero / Dick Vílchez - Int. (1996)
- Luis Zacarías (1996)
- Ronald Amoretti (1997)
- Roberto Challe (1997)
- Jorge Cordero - Int. (1997)
- Henry Perales (1997)
- Robert Inga (1997-1998)

## Palmarés

### Torneos nacionales
| Competición nacional | Títulos | Subcampeonatos |
| -------------------- | ------- | -------------- |
| Copa Perú (1/0)      | 1995.   |                |

### Torneos regionales
| Competición regional                  | Títulos     | Subcampeonatos |
| ------------------------------------- | ----------- | -------------- |
| Etapa Regional - Región VI, III (2/1) | 1994, 1995. | 1998.          |
| Liga Departamental de Ucayali (2/0)   | 1993, 1995. |                |